# Arcidiocesi di Bangkok
L'arcidiocesi di Bangkok (in latino Archidioecesis Bangkokensis) è una sede metropolitana della Chiesa cattolica in Thailandia. Nel 2022 contava 122.839 battezzati su 13.787.346 abitanti. È retta dall'arcivescovo Francis Xavier Vira Arpondratana.

## Territorio
L'arcidiocesi comprende la metropoli Bangkok e le province thailandesi di: Ayutthaya, Nakhon Pathom, Nonthaburi, Pathum Thani, Samut Prakan, Samut Sakhon e Suphanburi. Inoltre, la parte ad ovest del fiume Bang Pa Kong della provincia di Chachoengsao e il distretto Amphoe Ban Na della provincia di Nakhon Nayok appartengono alla diocesi.
Sede arcivescovile è la città di Bangkok, dove si trova la cattedrale dell'Assunzione della Beata Vergine Maria.
Il territorio si estende su 18.831 km² ed è suddiviso in 59 parrocchie.

## Storia
I primi missionari a giungere in Siam furono i gesuiti e i domenicani nel corso del XVI secolo. Ma fu soprattutto con l'arrivo dei missionari della Società per le missioni estere di Parigi che la missione poté prendere piede stabile; essi si insediarono verso la fine del 1662 a Ayutthaya, capitale del regno omonimo. Con il breve Cum civitas Iuthia del 4 giugno 1669, papa Clemente IX sottomise la missione del Siam al vicariato apostolico di Nanchino (oggi arcidiocesi).
Il vicariato apostolico del Siam fu eretto nel 1673.
Nel 1840 incorporò il territorio della soppressa diocesi di Malacca, che era stato affidato al vicariato apostolico di Ava e Pegù (oggi arcidiocesi di Yangon).
Il 10 settembre 1841 per effetto del breve Universi dominici gregis di papa Gregorio XVI cedette il territorio corrispondente alla soppressa diocesi di Malacca a vantaggio dell'erezione del vicarato apostolico del Siam occidentale (da cui discende l'arcidiocesi di Singapore) e nel contempo assunse il nome di vicariato apostolico del Siam orientale.
I confini del vicariato apostolico del Siam furono stabiliti il 24 agosto 1870 con il breve Ecclesiae universae di papa Pio IX.
Il 4 maggio 1899 cedette una porzione del suo territorio a vantaggio dell'erezione del vicariato apostolico del Laos (oggi arcidiocesi di Thare e Nonseng).
Il 3 dicembre 1924 cambiò nuovamente nome in favore di vicariato apostolico di Bangkok in forza del decreto Ordinarii Indosinensis della Congregazione di Propaganda Fide.
Il 30 giugno 1930, l'11 maggio 1944 e il 17 novembre 1959 cedette altre porzioni di territorio a vantaggio dell'erezione rispettivamente della missione sui iuris di Rajaburi, del vicariato apostolico di Chanthaburi e della prefettura apostolica di Chiang-Mai (oggi rispettivamente diocesi di Ratchaburi, diocesi di Chanthaburi e diocesi di Chiang Mai).
Il 18 dicembre 1965 il vicariato apostolico fu elevato al rango di arcidiocesi metropolitana con la bolla Qui in fastigio di papa Paolo VI.
Il 9 febbraio 1967 ha ceduto un'ulteriore porzione di territorio a vantaggio dell'erezione della diocesi di Nakhon-Sawan (oggi diocesi di Nakhon Sawan).

## Cronotassi dei vescovi
Si omettono i periodi di sede vacante non superiori ai 2 anni o non storicamente accertati.
- Louis Laneau, M.E.P. † (4 luglio 1669 - 16 marzo 1696 deceduto)
  - Sede vacante (1696-1700)
- Louis-Armand Champion de Cicé, M.E.P.[3] † (19 gennaio 1700 - 1º aprile 1727 deceduto)
- Jean-Jacques Tessier de Quéralay, M.E.P.[4] † (1º aprile 1727 succeduto - 27 settembre 1736 deceduto)
- Jean de Lolière-Puycontat, M.E.P. † (28 agosto 1738 - 8 dicembre 1755 deceduto)
- Pierre Brigot, M.E.P. † (8 dicembre 1755 succeduto - 30 settembre 1776 nominato vicario apostolico di Verapoly)
- Olivier-Simon Le Bon, M.E.P. † (30 settembre 1776 succeduto - 27 ottobre 1780 deceduto)
- Joseph-Louis Coudé, M.E.P.[5] † (15 gennaio 1782 - 8 gennaio 1785 deceduto)
- Arnaud-Antoine Garnault, M.E.P. † (10 marzo 1786 - 4 marzo 1811 deceduto)
- Esprit-Marie-Joseph Florens, M.E.P. † (4 marzo 1811 succeduto - 30 marzo 1834 deceduto)
- Jean-Paul-Hilaire-Michel Courvezy, M.E.P. † (30 marzo 1834 succeduto - 10 settembre 1841 nominato vicario apostolico di Malacca-Singapore)
- Jean-Baptiste Pallegoix, M.E.P. † (10 settembre 1841 - 18 giugno 1862 deceduto)
  - Sede vacante (1862-1864)
- Ferdinand-Aimé-Augustin-Joseph Dupond, M.E.P. † (9 settembre 1864 - 11 dicembre 1872 deceduto)
  - Sede vacante (1872-1875)
- Jean-Louis Vey, M.E.P. † (30 luglio 1875 - 21 febbraio 1909 deceduto)
- René-Marie-Joseph Perros, M.E.P. † (17 settembre 1909 - 12 luglio 1947 dimesso)
- Louis-August Chorin, M.E.P. † (10 luglio 1947 - 29 aprile 1965 deceduto)
- Joseph Khiamsun Nittayo † (29 aprile 1965 succeduto - 18 dicembre 1972 dimesso)
- Michael Michai Kitbunchu (18 dicembre 1972 - 14 maggio 2009 ritirato)
- Francis Xavier Kriengsak Kovithavanij (14 maggio 2009 - 27 giugno 2024 ritirato)
- Francis Xavier Vira Arpondratana[6], dall'11 gennaio 2025

## Statistiche
L'arcidiocesi nel 2022 su una popolazione di 13.787.346 persone contava 122.839 battezzati, corrispondenti allo 0,9% del totale.
| anno | popolazione | popolazione | popolazione | presbiteri | presbiteri | presbiteri | presbiteri                | diaconi | religiosi | religiosi | parrocchie |
| anno | battezzati  | totale      | %           | numero     | secolari   | regolari   | battezzati per presbitero | diaconi | uomini    | donne     | parrocchie |
| ---- | ----------- | ----------- | ----------- | ---------- | ---------- | ---------- | ------------------------- | ------- | --------- | --------- | ---------- |
| 1949 | 28.783      | 9.000.000   | 0,3         | 55         | 55         |            | 523                       |         | 42        | 198       |            |
| 1969 | 45.550      | 6.656.577   | 0,7         | 81         | 52         | 29         | 562                       |         | 84        | 439       | 29         |
| 1980 | 60.000      | 7.816.000   | 0,8         | 121        | 46         | 75         | 495                       |         | 176       | 463       | 39         |
| 1990 | 66.963      | 11.387.000  | 0,6         | 164        | 87         | 77         | 408                       |         | 195       | 445       | 45         |
| 1999 | 78.825      | 12.001.721  | 0,7         | 183        | 102        | 81         | 430                       |         | 212       | 541       | 47         |
| 2000 | 76.391      | 13.065.565  | 0,6         | 194        | 113        | 81         | 393                       |         | 230       | 500       | 49         |
| 2001 | 79.015      | 12.000.000  | 0,7         | 207        | 119        | 88         | 381                       |         | 234       | 520       | 51         |
| 2002 | 81.646      | 12.398.000  | 0,7         | 208        | 121        | 87         | 392                       |         | 220       | 516       | 51         |
| 2003 | 84.160      | 12.241.377  | 0,7         | 206        | 120        | 86         | 408                       |         | 217       | 470       | 51         |
| 2004 | 86.493      | 12.471.646  | 0,7         | 209        | 123        | 86         | 413                       |         | 222       | 504       | 51         |
| 2006 | 111.514     | 12.759.000  | 0,9         | 212        | 128        | 84         | 526                       |         | 252       | 489       | 51         |
| 2012 | 115.945     | 13.226.721  | 0,9         | 226        | 133        | 93         | 513                       |         | 271       | 420       | 54         |
| 2015 | 118.654     | 13.513.698  | 0,9         | 238        | 135        | 103        | 498                       |         | 247       | 423       | 55         |
| 2018 | 121.039     | 13.748.261  | 0,9         | 240        | 148        | 92         | 504                       |         | 251       | 424       | 55         |
| 2020 | 122.094     | 13.871.903  | 0,9         | 232        | 140        | 92         | 526                       |         | 224       | 416       | 57         |
| 2022 | 122.839     | 13.787.346  | 0,9         | 240        | 148        | 92         | 511                       |         | 224       | 420       | 59         |